# Klutiana khasiana
Klutiana khasiana là một loài tò vò trong họ Ichneumonidae.